# Able de Heckel
Pour les articles homonymes, voir Able.
Genre
Espèce
Synonymes
- Aspius ovsianka Czernay, 1851[1] [2]
- Aspius owsianka Czernay, 1851[1] [2]
- Cyprinus fischeri Valenciennes, 1844[1] [2]
- Cyprinus pallasii Arendt, 1860[1] [2]
- Leucaspius abruptus Heckel & Kner, 1858[1] [2]
- Leucaspius delineatus caucasicus Berg, 1949[1] [2]
- Leucaspius delineatus delineatus (Heckel, 1843)[1] [2]
- Leucaspius delineatus dimorphus Ruzskii, 1914[1]
- Leucaspius delineatus dimorphus Ruzsky, 1914[1] [2]
- Leucaspius relictus Warpachowski, 1889[1] [2]
- Leuciscus pigmeus Plater, 1861[2]
- Leuciscus pigmeus Platera, 1861[1]
- Owsianka czernayi Dybowski, 1862[1]
- Phoxinellus thracicus Battalgil, 1942[1]
- Squalius delineatus Heckel, 1843[1]

Statut de conservation UICN

 LC  : Préoccupation mineure
L’Able de Heckel (Leucaspius delineatus) est une espèce de petits poissons d'eau douce d'Europe et d'Asie. C'est la seule espèce du genre Leucaspius (monotypique).

## Distribution
Leucaspius delineatus se rencontre dans les eaux douces d'Europe et d'Asie. Il est présent :
- depuis la partie basse du Rhin et dans le nord de l'Allemagne jusque dans la partie sud du bassin de la Baltique ;
- de la mer Noire jusqu'à la Caspienne, dont le bassin du Rioni et de la Koura ;
- autour de la mer Egée, depuis la Maritsa jusqu'à la Mesta.

Cette espèce est absente de l'Italie, du bassin Adriatique, de la Grande-Bretagne et de la Scandinavie (à l'exception de la pointe sud de la Suède). Elle a été largement introduite en France, dans la partie amont du Rhin et ses affluents, et localement en Grande-Bretagne et en Suisse.

## Description
Leucaspius delineatus est un poisson mince de couleur argentée qui ressemble à une petite ablette. Le mâle mesure jusqu'à 9 cm, la femelle jusqu'à 12 cm pour environ 5g. Sa bouche est orientée vers le haut. Il a une ligne latérale qui s'allonge de sept à dix écailles à partir des branchies. Sa queue est courte et consiste en 11 à 14 rayons. 

## Comportement
C'est un poisson grégaire qui vit en groupes denses.

## Étymologie
Son nom commun lui a été donné en référence à Johann Jacob Heckel, zoologiste autrichien, qui l'a décrit en 1843.
Son nom d'espèce, delineatus, du préfixe latin de, privatif, et lineatus, « ligne », lui a été donné en référence à l'absence apparente de ligne latérale.

## Noms communs
- En français :
  - Able de Heckel ;
  - Able de Stymphale ;
  - Dos vert[3] ;
  - Mini ablette ;
  - Sans mère[3].
- En anglais[3] :
  - Belica ;
  - Foy ;
  - Rain-bleak ;
  - Sunbleak.

## Publication originale
- Heckel, 1843 : Abbildungen und Beschreibungen der Fische Syriens : nebst einer neuen Classification und Characteristik sämmtliches Gattungen der Cyprinen p. 1-372 (texte intégral).